# Spice (албум)
Spice е дебютният студиен албум на британската поп-група Спайс Гърлс издаден ноември 1996 година. Албумът е с общи продажби 2 928 739 копия във Обединеното кралство и 20 000 000 копия в света. Албумът е на 1-во място в Обединеното кралство и е общо 10 пъти платинен. На 1-во място е и в САЩ и е общо 8 пъти платинен.
Записан е в Олимпик Студиос в Барнс, Лондон, в периода 1995 – 1996 година. Негови продуценти са Мат Рауи и Ричард Стенърд, както и двойката Абсолют. В продукта се вместват разнородни стилове като денс, ритъм енд блус и хип-хоп. Според някои мнения, с този запис се отваря вратата за нови тийн поп музиканти. В концептуално отношение албумът се базира на идеята за момичешката мощ, и се сравнява с албумите на Бийтълс като масова популярност.
Spice е значителен успех в търговски план, като той е най-добре продаваният албум в музикалната история, който е създаден от момичешка група.
От албума са изведени пет сингъла. Първият, Wannabe, е световен успех, който стига до номер 1 в 31 страни, един от най-продаваните сингли за всички времена, както и сингъл с над 6 милиона продажби по света. Следващите два сингъла – Say You'll Be There и 2 Become 1, стигат до първа позиция в 53 страни. Who Do You Think You Are е издаден като официален сингъл от фондация Комик Рилийф в UK, а от другата му страна е песента Mama, като и двете песни се домогват до Топ 20 в европейски, австралийски и новозеландски класации. В родното UK четирите сингъла отиват на първа позиция в Британските класации, а в Билборд Хот 100 албумът изстрелва три сингъла в Топ 5.

## Списък с песните

### Оригинален траклист
1. „Wannabe“ – 2:52
2. „Say You'll Be There“ – 3:56
3. „2 Become 1“ – 4:00
4. „Love Thing“ – 3:37
5. „Last Time Lover“ – 4:11
6. „Mama“ – 5:03
7. „Who Do You Think You Are“ – 3:59
8. „Something Kinda Funny“ – 4:02
9. „Naked“ – 4:26
10. „If U Can't Dance“ – 3:50

### Латиноамериканско издание
1. „Seremos Uno Los Dos“ (испанска версия на 2 Become 1) – 4:05

### Колумбийско издание
1. „Wannabe“ (Dance Mix) – 5:57

### 25-годишно издание (диск 2)
1. „Wannabe“ (Dave Way алтернативен mix) – 3:25
2. „Say You'll Be There“ (7-inch радио mix) – 4:09
3. „2 Become 1“ (оркестрова версия)	– 4:05
4. „Mama“ (Biffco Mix) – 5:49
5. „Love Thing“ (12-inch Unlimited Groove Mix) – 6:25
6. „Take Me Home“ – 4:07
7. „Last Time Lover“ (демо) – 4:05
8. „Feed Your Love“ – 4:36
9. „If U Can't Dance“ (демо)	– 3:36
10. „Who Do You Think You Are“ (демо) – 3:49
11. „One of These Girls“ – 3:33
12. „Shall We Say Goodbye Then?“ – 0:53